# Manfred Schmidt (Chemiker)
Manfred Schmidt (* 4. Februar 1950 in Dinslaken) ist ein deutscher Chemiker und Universitätsprofessor.

## Werdegang
Schmidt studierte Chemie von 1970 bis 1977 an den Universitäten Bochum und Freiburg. Er promovierte 1980 bei Walther Burchard am Hermann-Staudinger-Institut in Freiburg. Nach einem Forschungsaufenthalt in den USA kehrte er nach Deutschland zurück und habilitierte sich 1989 in Physikalischer Chemie an der Universität Mainz. Danach war er zunächst Professor für Makromolekulare Chemie an der Universität Bayreuth (1991–1995), schließlich Professor für Physikalische Chemie an der Universität Mainz. Von 1996 bis 2002 leitete er das dortige Institut für Physikalische Chemie.

## Forschungsgebiete und Auszeichnungen
Manfred Schmidt begann mit der Charakterisierung von biologischen und synthetischen Makromolekülen durch statische und dynamische Lichtstreuung von Lösungen. Diese Methode erweiterte und verfeinerte er, indem er sie auf Festkörper ausdehnte. Ein besonderes Arbeitsgebiet war die Herstellung definierter, strukturierter Oberflächen im Nanometerbereich mit molekularer Auflösung, auch in bisher unbekannten Dimensionen.
Im Jahr 1982 erhielt er den Goedecke-Forschungspreis. 
Ab 2002 war er Direktor des DFG-Sonderforschungsbereichs 625 „Von Einzelmolekülen zu nanostrukturierten Materialien“.
Seine Publikationsliste umfasst mehr als 130 Titel.

## Werke (Auswahl)
- Dynamische und integrierte Lichtstreuung an kritisch verzweigten Polymeren (Dissertation Freiburg 1980)
- Pioneers of ozone research: a historical survey 1988
- Von Christian Friedrich Schönbein bis zum Ozonloch: ein Abriss der Geschichte der Ozonforschung 1988
- (Hg.): New Developments in polymer analytics 2000
- (Hg.): Polyelectrolytes with defined molecular architecture I 2004 ISBN 978-3-540-00528-5
- (Hg.): Polyelectrolytes with Defined Molecular Architecture II 2004 ISBN 978-3-540-00556-8
- (Hg.): From Single Molecules to Nanoscopically Structured Materials 2016 ISBN 978-3-319-34397-6